# ماريسا ميلر
ماريسا لي ميلر (بالإنجليزية: Marisa Lee Miller)‏ وهي ممثلة وعارضة أزياء أمريكية ولد في يوم 6 أغسطس 1978 في بلدة سانتا كروز، كاليفورنيا في الولايات المتحدة في عام 2008 احتلت المرتبة الأولى في تصنيف أكثر 100 امرأة إثارة في مجلة مكسيم.

## حياة سابقة
ولدت ميلر في سانتا كروز ، كاليفورنيا لديها شقيقتان صغيرتان التحقت ميلر بالمدرسة أبتوس الثانوية ومدرسة مونتي فيستا المسيحية اعتبرت نفسها الفتاة المسترجلة التي نشأت مع أصدقاء في الغالب من الذكور 

## مشوارها وظيفي
خلال التسعينيات كانت نمذجة الأزياء تمر بمرحلة من المظهر الخنثوي ، واعتقدت نفسها متعرجة للغاية وقصيرة جدًا لتناسب هذا الاتجاه. اكتسبت الانتباه عام 1997 عندما ظهرت عارية في العدد الأول من مجلة بيرفكت 10. على الرغم من أنها جاءت في المركز الثالث خلف آشلي ديجينفورد ومونيكا هانسن  تم عرضها مرارًا وتكرارًا في الأعداد التالية، بما في ذلك أغلفة إصدارات شتاء 1998 وأغسطس / سبتمبر 1999 ، بالإضافة إلى إعادة طبعها لغلاف طبعة خريف 2004.

## روابط خارجية
- ماريسا ميلر على موقع IMDb (الإنجليزية)
- ماريسا ميلر على موقع ألو سيني (الفرنسية)
- ماريسا ميلر على موقع أول موفي (الإنجليزية)
- ماريسا ميلر على موقع قاعدة بيانات الفيلم (الإنجليزية)
- ماريسا ميلر على موقع كينوبويسك (الروسية)
- ماريسا ميلر على موقع دليل عارضات الأزياء (الإنجليزية)